# Génocide du Darfour
 (novembre 2024).
Le génocide du Darfour est le meurtre systématique de personnes des ethnies du Darfour qui s'est produit pendant la guerre du Darfour dans l'ouest du Soudan. Il est devenu connu comme le premier génocide du XXIe siècle.
Le génocide, qui est perpétré contre les groupes ethniques Fours, Masalit et Zaghawa, a conduit la Cour pénale internationale (CPI) à inculper plusieurs personnes pour crimes contre l'humanité, viol (en), transferts forcés et torture. Selon Eric Reeves (en), plus d'un million d'enfants ont été « tués, violés, blessés, déplacés, traumatisés ou ont subi la perte de parents et de familles ».
Les violences ethniques contre le peuple Masalit ont repris dans le cadre du conflit soudanais de 2023, entraînant la fuite d'un grand nombre de personnes touchées vers le Tchad,. Des rescapés des massacres au Darfour trouvent notamment refuge dans la ville frontalière d'Adré. Le procureur de la Cour pénale internationale Karim Khan a annoncé l'ouverture d'une enquête sur les crimes de guerre commis dans l'ouest du Soudan.

## Origines
La crise et le conflit en cours dans la région occidentale du Darfour, au Soudan, se sont développés à partir de plusieurs événements distincts. Le premier était une guerre civile qui a éclaté entre les gouvernements nationaux de Khartoum et deux groupes rebelles au Darfour : le Mouvement pour la justice et l'égalité et le Mouvement/Armée de libération du Soudan. Les groupes rebelles ont été initialement formés en février 2003 en raison de la « marginalisation politique et économique du Darfour par Khartoum ». En avril 2003, lorsque les groupes rebelles ont attaqué l'aérodrome militaire et enlevé un général de l'armée de l'air, le gouvernement a lancé une contre-attaque. Cela a conduit à une réponse du gouvernement de Khartoum où ils ont armé des milices pour éliminer la rébellion. Cela a entraîné des violences massives contre les citoyens du Darfour.
Un deuxième facteur est une guerre civile qui a éclaté entre les chrétiens, les animistes noirs du Sud et le gouvernement dominé par les Arabes depuis l'indépendance du Soudan du Royaume-Uni en 1956. La violence qui a duré environ 11 ans a laissé plus d'un million de personnes déplacés par les hostilités : fuyant vers d'autres endroits autour du Soudan ou de l'autre côté de la frontière vers le Tchad.
Le conflit ethnique au Darfour a été persistant, avec le racisme à ses racines. Le Darfour abrite six millions d'habitants et plusieurs dizaines de tribus. Le Darfour est divisé en deux : « ceux qui revendiquent une descendance « africaine » noire et pratiquent principalement une agriculture sédentaire, et ceux qui revendiquent une descendance « arabe » et sont pour la plupart des éleveurs de bétail semi-nomades ».
En 2013, l'Organisation des Nations unies a estimé que jusqu'à 300 000 personnes avaient été tuées pendant le génocide ; en réponse, le gouvernement soudanais a affirmé que le nombre de décès était « grossièrement gonflé ». En 2015, on estimait que le nombre de morts se situait entre 100 000 et 400 000.
La violence s'est poursuivie en 2016 lorsque le gouvernement aurait utilisé des armes chimiques contre la population locale au Darfour. Cela a entraîné le déplacement de millions de personnes en raison de l'environnement hostile. Plus de 3 millions de vies sont gravement touchées par le conflit.

## Crimes de guerre

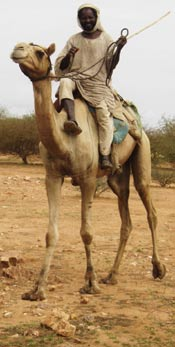
Les milices arabes Janjawid ont été un acteur majeur du conflit.

La BBC a d'abord rendu compte de la question du nettoyage ethnique en novembre 2003, et plus tôt cette année-là en mars. Un administrateur de l'Agence des États-Unis pour le développement international, qui a témoigné devant le Congrès, a mentionné le nettoyage ethnique et le « nettoyage de la population » qui se produisaient au Darfour.
En avril 2004, Human Rights Watch a publié Darfur Destroyed: Ethnic Cleansing by Government and Militia Forces in Western Sudan, un rapport de 77 pages compilé par Human Rights Watch après 25 jours passés dans la région. Le directeur exécutif de la branche africaine de Human Rights Watch, Peter Takirambudde, a déclaré : « Il ne fait aucun doute que le gouvernement soudanais est coupable de crimes contre l'humanité au Darfour ».

### Viol pendant le génocide du Darfour
L'utilisation du viol comme outil de génocide a été notée. Ce crime a été perpétré par les forces gouvernementales soudanaises et les groupes paramilitaires Janjawid (« hommes méchants à cheval ») Les actions des Janjawid ont été décrites comme un viol génocidaire, avec non seulement des femmes, mais aussi des enfants. Des cas de nourrissons matraqués à mort ont également été signalés et les mutilations sexuelles des victimes étaient monnaie courante.
Avec le conflit en cours, il n'a pas été possible pour les enquêteurs et les militants de mener des enquêtes auprès de la population au Darfour. Cependant, les viols signalés ont surtout eu lieu dans des villages non arabes par les Janjawid avec l'aide de l'armée soudanaise.
Les paramètres dans lesquels ces attaques se sont produites :
1. Les forces janjawids ont encerclé le village puis ont attaqué des filles et des femmes qui quittaient le village pour ramasser du bois ou de l'eau.
2. Les forces janjawids sont soit allées de maison en maison, tuant les garçons et les hommes tout en violant les filles et les femmes, soit ont rassemblé tout le monde, les amenant dans un lieu central, où les forces ont ensuite tué les garçons et les hommes, puis violé les filles et les femmes.
3. Les forces janjawids se sont rendues dans les villages ou les villes avoisinants, dans les camps de personnes déplacées à l'intérieur du pays ou de l'autre côté de la frontière avec le Tchad pour violer des femmes et des enfants.

Selon Tara Gingerich et Jennifer Leaning, les viols ont souvent été perpétrés devant d'autres « y compris les maris, les pères, les mères et les enfants des victimes, qui ont été forcés de regarder et empêchés d'intervenir ». Ce viol génocidaire a été commis sur une large tranche d'âge, qui comprend des femmes de 70 ans ou plus, des filles de moins de 10 ans et des femmes visiblement enceintes.
Les femmes et les filles disparues ont peut-être été libérées mais n'ont peut-être pas pu retrouver leur famille jusqu'à présent. Dans une déclaration à l'ONU, l'ancien secrétaire général des Nations unies Kofi Annan a déclaré : « Au Darfour, nous voyons des populations entières déplacées et leurs maisons détruites, tandis que le viol est utilisé comme une stratégie délibérée ».

## Intervention internationale

### Opération hybride des Nations unies et de l'Union africaine au Darfour (MINUAD)
L'Organisation des Nations unies a lancé une mission conjointe des Nations unies et de l'Union africaine au Darfour (MINUAD) pour maintenir la paix au Darfour. Il a été créé le 31 juillet 2007 avec l'adoption de la résolution 1769 du Conseil de sécurité. Cependant, il a officiellement pris le relais le 31 décembre 2007. Le quartier général de la Mission se trouve à El Fasher, dans le Darfour du Nord. Il a des quartiers généraux de secteur à Al-Genaïna (Darfour-Occidental), Nyala (Darfour du Sud), Zalingei (en) (Darfour-Central) et Ed Daein (Darfour-Oriental). La Mission dispose de 35 emplacements de déploiement dans les cinq États du Darfour.
L'Union africaine et l'Organisation des Nations unies ont produit un document cadre pour des efforts diplomatiques et politiques intensifs de maintien de la paix. L'acceptation par le Soudan de l'Opération hybride de l'Union africaine au Darfour découle de négociations intensives menées par le secrétaire général des Nations unies Ban Ki-moon et plusieurs acteurs de la communauté internationale. Selon le site Internet de la MINUAD, « le mandat est renouvelé chaque année et l'adoption de la résolution 2296 du Conseil de sécurité l'a prolongé jusqu'au 30 juin 2017 ».
La mission de maintien de la paix doit relever plusieurs défis allant de la sécurité aux contraintes logistiques. Les troupes qui ont été déployées opèrent dans des environnements politiques impitoyables, complexes et souvent hostiles. En outre, les missions doivent faire face à de nombreuses pénuries d'équipements, d'infrastructures, de moyens de transport et d'aviation. Comme le budget de la MINUAD est de 1 039 573,2 dollars pour l'exercice 2016-2017.
Pourtant, avec des ressources limitées et un environnement hostile, les troupes parviennent toujours à assurer la protection des habitants du Darfour et à aider au déroulement de l'opération d'aide humanitaire. La MINUAD contribue à promouvoir la paix, à s'attaquer aux racines critiques du conflit et à mettre fin à la violence étant donné que « la mission effectue plus de 100 patrouilles par jour ».
Les Casques bleus facilitent la coopération et maintiennent la paix en :
- Protéger les civils sans préjudice de la responsabilité du gouvernement du Soudan (en).
- Fournir une aide humanitaire par les agences des Nations unies et d'autres acteurs de l'aide et assurer la sûreté et la sécurité du personnel humanitaire.
- Intervenir entre le gouvernement soudanais et les mouvements non signataires.
- Résoudre les conflits communautaires en prenant des mesures pour s'attaquer à leurs causes profondes.

La mission disposait d'un effectif autorisé de 25 987 casques bleus en uniforme au 31 juillet 2007. L'opération comprenait 19 555 soldats, 360 observateurs militaires et officiers de liaison, 3 772 conseillers de police et 2 660 unités de police constituées (FPU).
À la mi-2011, la MINUAD représentait 90 % de son effectif total autorisé, ce qui en fait l'une des plus importantes opérations de maintien de la paix de l'ONU.

### 2018
Bien que la violence se produise toujours au Darfour, elle est à un niveau bas et la région est de plus en plus stable. Les forces de la MINUAD se retirent car il y a eu une réduction du nombre de soldats déployés sur le terrain au Darfour, au Soudan.
La vice-secrétaire générale des Nations unies, Amina J. Mohammed, déclare :

« Nous avons investi 16 milliards de dollars dans le seul maintien de la paix au cours des dix dernières années, en plus du financement humanitaire et de l'aide bilatérale pour soulager les souffrances de la population. Alors que la région se remet de la guerre, il est maintenant temps de consolider les acquis »

, a-t-elle déclaré, ajoutant qu'il était temps « d'intensifier et de s'assurer que le Darfour progresse vers la paix et la prospérité ».

## Réactions

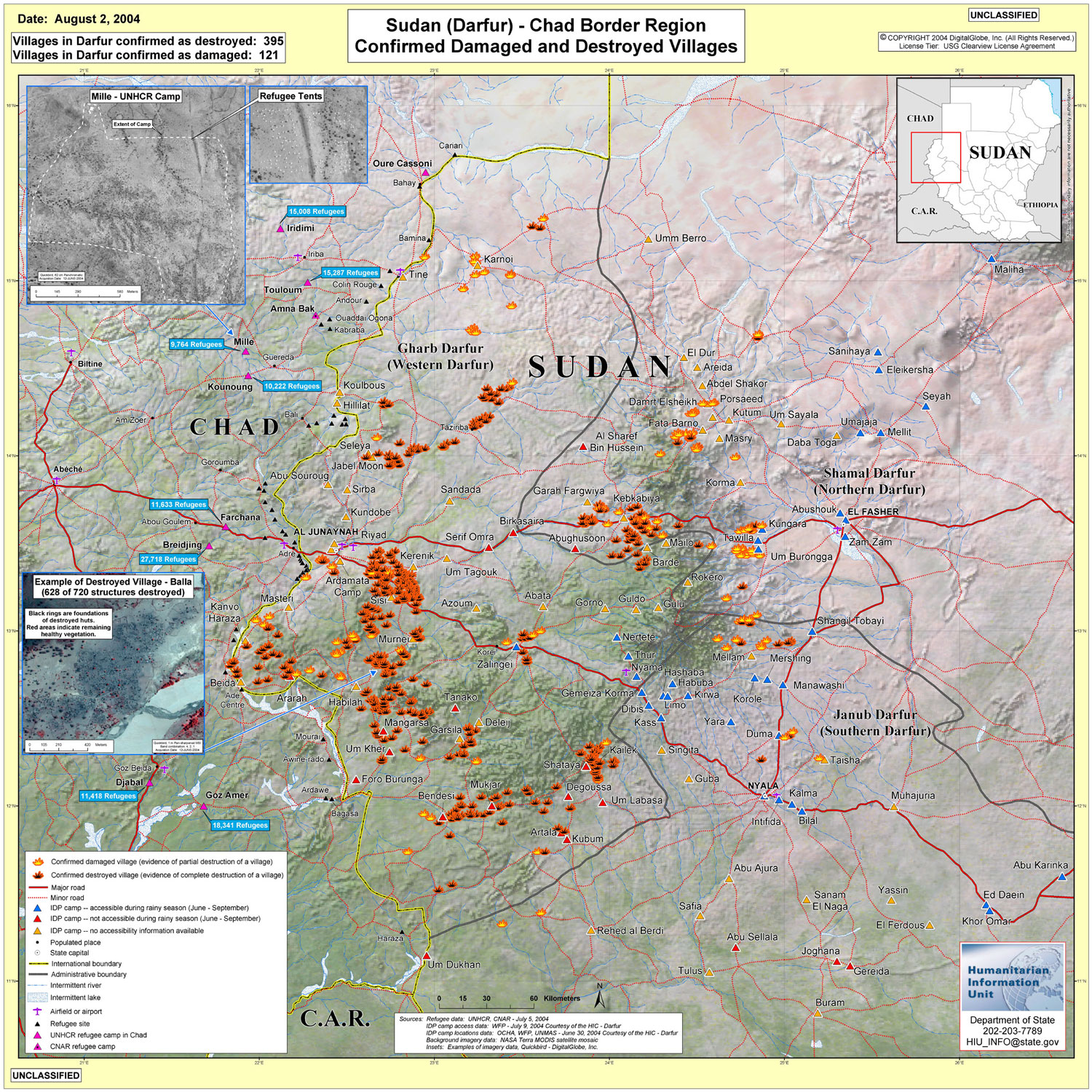
Cartographie des villages détruits en août 2004.

En 2007, un ancien employé de Google, Andria Ruben McCool, a eu l'idée d'utiliser les images haute résolution de Google Earth pour cartographier ce qui se passait au Darfour. Le projet s'intitulait Crisis in Darfur et est géré par le United States Holocaust Memorial Museum en partenariat avec Google Earth. Le logiciel permet aux utilisateurs de zoomer sur la région, et les utilisateurs ont pu voir plus de 1 600 villages détruits et endommagés. Mark Tarn écrit dans le Guardian décrit les images comme « dramatiques » car la zone est marquée par des icônes rouges et jaunes qui, selon lui, « transmettent graphiquement le chaos qui a été infligé aux habitants de la région ».
En 2004, Colin Powell a déclaré au comité d'État des affaires étrangères qu'un génocide avait été perpétré au Darfour, que le gouvernement soudanais et les Janjawids en étaient responsables et que le génocide était peut-être toujours en cours. Colin Powell a déclaré qu'après avoir examiné les preuves qui avaient été compilées par le Département d'État et les avoir comparées à des informations librement disponibles dans toute la communauté internationale, il est arrivé à la conclusion qu'un génocide avait été perpétré au Darfour.
Le 21 septembre 2004, lors de la convention du Sénat des États-Unis sur les relations étrangères, Colin Powell a déclaré :

« En juillet, nous avons lancé une enquête limitée en envoyant une équipe visiter les camps de réfugiés au Tchad pour parler aux réfugiés et aux personnes déplacées. L'équipe... a pu interroger 1 136 des 2,2 millions de personnes qui, selon les estimations de l'ONU, ont été touchées par cette horrible situation. »

« Ces entretiens ont indiqué : ... un schéma constant et généralisé d'atrocités : meurtres, viols, incendies de villages commis par les jingaweit et les forces gouvernementales contre des villageois non arabes ; les trois quarts des personnes interrogées ont déclaré que les forces militaires soudanaises étaient impliquées dans les attaques ; ... [les villages] ont souvent subi de multiples attaques pendant une période prolongée avant d'être détruits par des incendies, des bombardements ou des bombardements, ce qui a empêché les villageois de retourner dans leurs villages. Il s'agissait d'un effort coordonné, pas seulement d'une violence aléatoire. »

« Lorsque nous avons examiné les preuves compilées par notre équipe, puis les avons mises à côté d'autres informations disponibles au département d'État et largement connues dans toute la communauté internationale, largement rapportées par les médias et par d'autres, nous avons conclu, j'ai conclu, que le génocide a commis au Darfour et que le gouvernement du Soudan et les Jingaweit en portent la responsabilité - et qu'un génocide est peut-être encore en cours. »

Colin Powell a conclu en annonçant que lors de la prochaine résolution du Conseil de sécurité des Nations unies, une enquête sur toutes les violations du droit international humanitaire et des droits de l'homme aura lieu au Darfour, au Soudan, en vue d'assurer la responsabilité.
Dans un discours prononcé le 29 mai 2007, le président américain George W. Bush a confirmé que la situation au Darfour était un génocide. Citant l'absence de coopération du président soudanais Omar el-Bechir, il a annoncé un renforcement des sanctions économiques contre le Soudan et qu'il poursuivrait une résolution du Conseil de sécurité des Nations unies pour imposer des sanctions supplémentaires, notamment en interdisant au gouvernement soudanais d'effectuer des vols militaires au-dessus du Darfour. Il a exhorté les Nations unies, l'Union africaine et les autres membres de la communauté internationale à ne pas entraver les mesures prises pour rétablir la paix au Darfour et a appelé le président Bashir à coopérer avec les forces de maintien de la paix et à mettre fin aux massacres d'innocents au Darfour.
Selon Rebecca Joyce Frey, la communauté internationale a adopté la même position vis-à-vis du Darfour qu'elle l'a fait face au génocide rwandais, celle d'un « observateur extérieur » ou d'un « spectateur ». Rebecca Joyce Frey soutient également que Omar el-Bechir, ainsi que d'autres dirigeants, ont réalisé que le manque d'intervention au Rwanda de la part de la communauté internationale leur donne carte blanche pour poursuivre le génocide sans qu'ils aient de sérieuses inquiétudes quant à une intervention internationale.
Nicholas Kristof, écrivant dans The New York Times, a affirmé que la Chine « finance, protège diplomatiquement et fournit les armes pour le premier génocide du XXIe siècle » au Darfour.
La Chine était considérée comme un catalyseur de la résistance du président Omar el-Bechir au déploiement de l'ONU et à l'attention internationale. La Chine a fait pression sur le Soudan pour qu'il accepte les déploiements de l'ONU au Darfour ; cependant, la Chine avait également fourni des armes à Khartoum et avait le pouvoir d'opposer à elle seule son veto aux résolutions du Conseil de sécurité des Nations unies. L'objectif principal de la Chine n'est pas de parvenir à de meilleures pratiques en matière de droits de l'homme dans l'abstrait, mais de satisfaire les besoins fondamentaux du Darfour en matière de nourriture, d'abri et de sécurité[non neutre].
Dans un rapport de 176 pages réalisé par la Commission internationale d'enquête sur le Darfour au Secrétaire général des Nations unies, la Commission a déterminé que le gouvernement du Soudan n'avait pas intentionnellement poursuivi des politiques qui conduiraient au génocide. La Commission « a constaté que les forces gouvernementales et les milices avaient mené des attaques aveugles, notamment des meurtres de civils, des actes de torture, des disparitions forcées, la destruction de villages, des viols et d'autres formes de violence sexuelle, des pillages et des déplacements forcés, dans tout le Darfour ». La Commission a cependant conclu que « [l]'élément crucial de l'intention génocidaire (en) semble manquer, du moins en ce qui concerne les autorités du gouvernement central ». La Commission poursuit en disant que les crimes de guerre et les crimes contre l'humanité qui se sont produits au Darfour sont tout aussi importants que si la situation était considérée comme un génocide.
La Save Darfur Coalition, comme l'explique David Lanz dans son article intitulé Save Darfur: A Movement and Its Discontents, était l'un des plus grands mouvements sociaux internationaux et a eu des impacts significatifs sur la façon dont le monde a réagi au Darfour. Certaines des réalisations que Lanz attribue à la Save Darfur Coalition, qui est devenue extrêmement populaire aux États-Unis, ont été le changement de rhétorique du gouvernement. Lanz attribue la considération par Colin Powell de la crise du Darfour comme un génocide comme l'une des plus grandes réalisations du mouvement. Une autre réalisation dont Save Darfur revendique la responsabilité a été leur rôle vital dans le lobbying auprès du Conseil de sécurité de l'ONU pour qu'il renvoie le Darfour à la CPI.
Aux États-Unis, le mouvement Save Darfur a attiré l'attention de nombreuses célébrités, notamment : Angelina Jolie, Brad Pitt, George Clooney, Mia Farrow et Richard Branson. Mia Farrow s'est rendu au Darfour et a filmé des enfants en train de jouer. Mia Farrow et Richard Branson ont également publié des vidéos sur YouTube, où eux et d'autres ont entamé des grèves de la faim en solidarité avec la population du Darfour. George Clooney a été reconnu comme l'une des célébrités les plus influentes pour porter la crise du Darfour sur la scène mondiale. Angelina Jolie et Brad Pitt avaient fait un don de 1 million de dollars à trois organisations caritatives travaillant au Soudan.

## Procédures de la Cour pénale internationale
Initialement, la Cour pénale internationale a refusé d'ajouter l'accusation de génocide à l'acte d'accusation de Omar el-Bechir ; cependant, à la suite d'un appel, cette décision a été annulée. La chambre de première instance a conclu qu'il y avait « des motifs raisonnables de le croire responsable de trois chefs de génocide ».
Le 14 juillet 2009, la CPI a émis un acte d'accusation contre le président du Soudan, Omar el-Bechir, pour crimes contre l'humanité et pour avoir facilité et ordonné le génocide au Darfour. Le 12 juillet 2010, la CPI a émis un deuxième acte d'accusation pour l'arrestation de Omar el-Bechir pour génocide, c'était la première fois que la CPI émettait un mandat d'arrêt pour crime de génocide. Outre Omar el-Bechir, six autres suspects ont été inculpés par le tribunal, Ahmed Haroun, Ali Kosheib, Bahar Abu Garda, Abdallah Banda (en), Saleh Jerbo (en), Abdel Rahim Mohamed Hussein, aucun des inculpés n'a encore été arrêté.
Luis Moreno Ocampo, procureur de la CPI ayant déposé des accusations de crimes contre l'humanité, poursuit également dans sa requête l'accusation de viol génocidaire, car de telles actions peuvent être jugées devant la CPI en tant que crimes autonomes.
Le 11 février 2020, le gouvernement soudanais a convenu que l'ancien président Omar el-Béchir ferait face à des accusations de crimes de guerre devant la CPI. L'engagement est intervenu lors de pourparlers de paix avec des groupes rebelles.

## Camps de réfugiés du Darfour

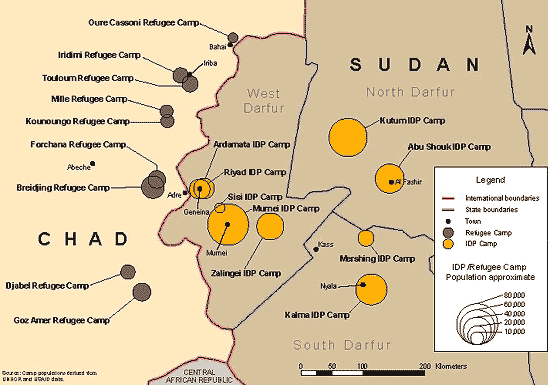
Camps de réfugiés du Darfour.

Les citoyens du Darfour qui ont fui le génocide au Soudan – et continuent de fuir aujourd'hui – s'installent dans l'un des 13 camps de réfugiés de l'est du Tchad. Environ 360 000 Darfouriens souffrent dans ces camps : « Les plus de 10 ans qu'ils ont vécus dans les camps ont été marqués par des ressources limitées, des menaces venant de l'intérieur et de l'extérieur des camps, et plus encore, mais la vie devient encore plus difficile pour les réfugiés ».
Le Haut Commissariat des Nations unies pour les réfugiés a proposé au Secrétaire général des Nations unies de « prendre la responsabilité de la protection et du retour volontaire des personnes déplacées dans leurs villages d'origine au Darfour occidental en partenariat avec d'autres agences… ». L'ONU a approuvé leur proposition de gouverner et de créer un environnement protecteur dans les camps, les communautés d'accueil et les établissements pour les personnes déplacées à l'intérieur du Darfour.
Il y a eu des déficits de financement qui ont eu un impact sur l'augmentation du nombre de réfugiés et de personnes déplacées à l'intérieur du pays. L'environnement et le manque de conditions de vie exceptionnelles ne sont pas en mesure d'accueillir la communauté des réfugiés.
Depuis 2018, un groupe de réfugiés qui se trouvent au Tchad depuis 2003-2004 retournent au Darfour du Nord. Ils sont les premiers parmi des milliers qui devraient retourner volontairement au Darfour dans les mois à venir. Les réfugiés reçoivent un moyen de transport et des colis comprenant trois mois de rations alimentaires, fournis par le Programme alimentaire mondial. Comme la paix et la sécurité sont maintenues au Darfour, davantage de réfugiés voudront retourner au Soudan.

## Médias et culture populaire

### Films
Le documentaire The Devil Came on Horseback (en) (2007), se concentre sur la violence et la tragédie du génocide qui se déroule au Darfour. L'histoire est vue à travers les yeux d'un Américain qui rentre chez lui pour rendre l'histoire publique en utilisant les images et les histoires de vies systématiquement détruites.
En 2009, Uwe Boll, réalisateur et producteur, a sorti un film intitulé Attack on Darfur. L'histoire est centrée sur des journalistes américains en visite au Soudan pour interviewer les habitants sur le conflit en cours. Ils sont confrontés aux atrocités causées par les Janjawid dans lesquelles ils font de leur mieux pour arrêter les tueries et aider les villageois confrontés au génocide.
Le cinéaste Ted Braun examine le génocide au Darfour, au Soudan. Aux côtés de la star de Hôtel Rwanda Don Cheadle, le film Darfur Now (en) (2007) est un appel à l'action pour les gens du monde entier afin d'aider la crise actuelle au Darfour.
Sand And Sorrow: A New Documentary about Darfur (2007) est un film documentaire sur le conflit en cours au Darfour. Des interviews et des images du militant des droits de l'homme John Prendergast (en), du professeur de Harvard Samantha Power et du chroniqueur du New York Times Nicholas Kristof sont montrées pour décrire les origines et les conséquences du conflit entre les tribus arabes et non arabes dans la région du Darfour.